# Norman Savage
Norman Savage (* 1930 in Hendon, Middlesex; † 1973 in London) war ein britischer Filmeditor und Tongestalter, der in seiner rund 20-jährigen Filmkarriere einige namhafte Film-Produktionen im Schneideraum betreute. Darunter preisgekrönte Klassiker des internationalen Kinos wie Doktor Schiwago, Ryans Tochter oder Wer Gewalt sät.

## Leben und Karriere
Norman Savage begann seine Ausbildung in den frühen 1950er Jahren im Schneideraum parallel beim Schnitt und beim Ton, zuerst noch als Assistent bei Filmproduktionen wie David Leans Der Herr im Haus bin ich (1954) oder bei Carol Reeds Voller Wunder ist das Leben (1955). 1962 assistierte der Filmeditorin Anne V. Coates bei David Leans Oscar-prämierten Meisterwerk Lawrence von Arabien mit Peter O’Toole als T. E. Lawrence. 1965 betreute er dann David Leans international ausgezeichnete Regiearbeit zu Doktor Schiwago als eigenständiger Editor, und erhielt für seine Arbeit eine Oscar-Nominierung. 1968 arbeitete er für die beiden Regisseure Fielder Cook und Ronald Neame für deren Komödie Die Pille war an allem schuld. 1969 engagierte ihn Ronald Neame erneut für sein romantisches Drama Die besten Jahre der Miß Jean Brodie. Für David Leans Drama Ryans Tochter wurde er 1971 als Filmeditor mit einer BAFTA-Award-Nominierung geehrt, und 1973 vertraute ihm der Regisseur Robert Bolt den Schnitt des Historiendramas Die große Liebe der Lady Caroline an.
Seit 1960 hatte Norman Savage auch als Tongestalter gearbeitet, darunter 1961 für Basil Deardens Kriminalfilm Der unheimliche Komplize, für Jack Cardiffs Abenteuerfilm Patricia und der Löwe oder im Hintergrund für Sam Peckinpahs Thriller Wer Gewalt sät.

## Auszeichnungen
- 1966: Oscar-Nominierung in der Kategorie Bester Schnitt bei der Verleihung 1966 für Doktor Schiwago
- 1971: BAFTA-Award-Nominierung in der Kategorie Bester Schnitt bei der Verleihung 1971 für Ryans Tochter

## Filmografie (Auswahl)

### Als Filmeditor
- 1963: Die total verrückte Büroparty (The Wild Affair)
- 1965: Doktor Schiwago (Doctor Zhivago)
- 1967: Drei Bissen vom Apfel (Three Bites of the Apple)
- 1968: Die Pille war an allem schuld (Prudence and the Pill)
- 1969: Die besten Jahre der Miss Jean Brodie (The Prime of Miss Jean Brodie)
- 1970: Ryans Tochter (Ryan's Daughter)
- 1973: Die große Liebe der Lady Caroline (Lady Caroline Lamb)

### Als Tongestalter
- 1960: The Challenge
- 1960: Man in the Moon
- 1961: Der unheimliche Komplize (The Secret Partner)
- 1962: Patricia und der Löwe (The Lion)
- 1965: Shellarama (Dokumentarkurzfilm)
- 1971: Wer Gewalt sät (Straw Dogs)